# SV Zulte Waregem
SV Zulte Waregem, grundad 1 juli 2001, är en fotbollsklubb i Waregem i Belgien. Klubben spelar säsongen 2020/2021 i den belgiska högstadivisionen, Jupiler Pro League.
Klubben grundades 2001 när KSV Waregem, med många säsonger i högstadivisionen, slog sig ihop med Zultse VV. Zulte har sedan dess slutat i toppskiktet av ligan vid flera tillfällen, men hittills aldrig vunnit. Klubben har däremot vunnit två cuptitlar, säsongerna 2005/2006 och 2016/2017.
Zulte har även rönt framgångar i Europaspelet under 2000-talet, och kvalificerat sig för huvudturneringen i Uefacupen och Europa League vid tre tillfällen. Bäst gick det säsongen 2006/2007 då laget gick vidare från gruppspelet och kvalificerade sig för sextondelsfinal. Där ställdes Zulte mot engelska Newcastle United, som gick vidare efter totalt 4–1 över två matcher och två mål av Obafemi Martins. Även säsongerna 2013/2014 och 2017/2018 spelade Zulte gruppspel i turneringen, men slutade båda gångerna trea.

## Spelartrupp
| Nr | Land                   | Pos | Namn                                |
| -- | ---------------------- | --- | ----------------------------------- |
| 1  | Belgien                | MV  | Sammy Bossut                        |
| 5  | Malajiska federationen | F   | Dion Cools (lån från Midtjylland)   |
| 6  | Belgien                | MF  | David Hubert                        |
| 8  | Danmark                | MF  | Lasse Vigen Christensen             |
| 9  | Belgien                | A   | Jelle Vossen                        |
| 10 | Mexiko                 | MF  | Omar Govea                          |
| 11 | Tunisien               | MF  | Bassem Srarfi                       |
| 14 | Belgien                | F   | Alessandro Ciranni                  |
| 15 | Kamerun                | MF  | Frank Boya (lån från Royal Antwerp) |
| 16 | Frankrike              | MF  | Abdoulaye Sissako                   |
| 17 | Frankrike              | A   | Jean-Luc Dompé                      |
| 19 | Schweiz                | A   | Dereck Kutesa (lån från Reims)      |
| 21 | Senegal                | MF  | Ibrahima Seck                       |
| 22 | Norge                  | F   | Bent Sörmo                          |
| 23 | Gambia                 | A   | Alieu Fadera                        |

| Nr | Land            | Pos | Namn                                |
| -- | --------------- | --- | ----------------------------------- |
| 24 | Belgien         | F   | Ewoud Pletinckx                     |
| 25 | Belgien         | MV  | Louis Bostyn                        |
| 27 | Belgien         | F   | Laurens De Bock                     |
| 33 | England         | F   | Cameron Humphreys                   |
| 50 | Belgien         | MV  | Sef Van Damme                       |
| 51 | Belgien         | MV  | Martijn Beernaert                   |
| 54 | Belgien         | A   | Dion De Neve                        |
| 56 | Haiti           | F   | Rousseau de Poorter                 |
| 57 | Belgien         | MF  | Wout De Buyser                      |
| 71 | Belgien         | F   | Cheick Thiam                        |
| 76 | Belgien         | F   | Timothy Derijck                     |
| 80 | Belgien         | A   | Youssuf Sylla                       |
| 93 | Belgien         | A   | Zinho Gano                          |
| 98 | Elfenbenskusten | MF  | Idrissa Doumbia (lån från Sporting) |

## Meriter
- Belgiska cupen (2): 2006, 2017